# Новий Черек
Новий Черек (кабард. Шэрэджыщӏэ
, рос. Новый Черек) — річка в Урванському районі Кабардино-Балкарської Республіки. Загальна довжина становить — 16 км.

## Географія
Новий Черек є протокою річки Черек. Випливає з головної артерії на південний схід від села Псинабо і тече паралельно річці Черек через лісисту місцевість. У своїй середній течії з річки випливає протока Старий Черек.
У північно-східній околиці села Псикод зливається з річкою Старий Кахун і трохи нижче за течією знову впадає в Черек біля залізничного моста.
Вздовж долини річки Новий Черек розташовані села Псинабо, Маздаха і Псикод.

## Дані водного реєстру
За даними державного водного реєстру Росії відноситься до Західно-Каспійського басейнового округу, водогосподарська ділянка річки - Терек від впадання річки Урух до впадання річки Малка. Річковий басейн річки - річки басейну Каспійського моря межиріччя Терека і Волги  .
Код об'єкта в державному водному реєстрі - 07020000612108200005237 .
Код за гідрологічною вивченістю (ГИ) - 108 200 523